# Нойкірхен-байм-Гайліген-Блут
Нойкірхен (нім. Neukirchen beim Heiligen Blut) — громада в Німеччині, розташована в землі Баварія. Підпорядковується адміністративному округу Верхній Пфальц. Входить до складу району Кам.
Площа — 59,88 км2. Населення становить 3693 ос. (станом на 31 грудня 2020).